# Mezzosoprano
La mezzosoprano és una veu de cantant femenina, que encara que es pot englobar dins de la veu de soprano, es troba, en realitat, entre la soprano i la contralt. En lloc de ser un inconvenient, aquesta situació intermèdia li permet escometre ornaments vocals molt complicats. Són veus de timbre rotund i bastant més greu que el de la soprano. El seu registre vocal va des del la₂ fins al la₄. En l'època barroca i el classicisme la soprano i la mezzosoprano no sempre estaven ben delimitades i a vegades es parlava de «segona soprano». En l'actualitat si hi ha dos papers, un com a soprano primera i l'altre com a segona a una mateixa obra, se solen separar com a soprano i mezzosoprano (per exemple a Così fan tutte els papers de Fiordiligi i Dorabella).

## Història
Tot i que les mezzosopranos solen cantar papers secundaris a les òperes, les excepcions notables inclouen el paper principal a Carmen de Bizet, Angelina (La Ventafocs) a La Cenerentola de Rossini i Rosina a El barber de Sevilla també de Rossini (tots els quals també són cantats per sopranos i contralts). Moltes òperes en llengua francesa del segle XIX donen el paper principal femení a les mezzos, com Béatrice et Bénédict, La damnation de Faust, Don Quichotte, La favorite, Dom Sébastien, Charles VI, Mignon, Samson et Dalila, Les Troyens i Werther (Massenet), així com la Carmen.
Els papers típics de les mezzosopranos inclouen la tríada estereotipada associada als contralts de "bruixes, gosses i britches": bruixes, infermeres i dones sàvies, com Azucena a Il trovatore de Verdi; villanes i seductores com Amneris a lAïda de Verdi; i "rols de calzones" o "rols de pantalons" (personatges masculins interpretats per cantants) com Cherubino a Les noces de Figaro de Mozart. Les mezzosopranos estan ben representades a la música barroca, la música antiga i l'òpera barroca. Alguns papers designats per a sopranos soubrette més lleugeres són cantats per mezzosopranos, que sovint proporcionen una qualitat més completa i dramàtica. Aquests papers inclouen Despina a Così fan tutte de Mozart i Zerlina al seu Don Giovanni. De vegades, Mezzos interpreten papers dramàtics de soprano com Santuzza a Cavalleria rusticana de Mascagni, Lady Macbeth a Macbeth de Verdi i Kundry a Parsifal de Wagner.

## Gamma vocal
Dintre de la veu de mezzosoprano trobem distints matisos:
El rang vocal de les mezzosopranos es troba entre els tipus de veu de soprano i de contralt. Els mezzosopranos generalment tenen un to més pesat i fosc que les sopranos. La veu de mezzosoprano ressona en un rang més alt que el d'un contralt. Els termes Dugazon i Galli-Marié s'utilitzen de vegades per referir-se a mezzosopranos lleugers, després dels noms de cantants famosos. Normalment els homes que canten dins del rang femení s'anomenen contratenors ja que hi ha una diferència de qualitat tonal (falset) més lleugera i més respirable. En la pràctica operística actual, les cantants amb tessitures molt baixes s'inclouen sovint entre les mezzosopranos, perquè les cantants d'ambdós rangs són capaços de cobrir l'altra, i els veritables contralts operístics són molt rars.

## Subtipus i rols a l'òpera
Dins de la categoria de tipus de veu de mezzosoprano hi ha tres subcategories generalment reconegudes: mezzosoprano coloratura, mezzosoprano lírica i mezzosoprano dramàtica.

## Coloratura
Una mezzosoprano de coloratura té un registre inferior càlid i un registre agut àgil. Els papers que canten sovint exigeixen no només l'ús del registre inferior, sinó que també salta a la tessitura superior amb passatges ràpids i molt ornamentats. Tenen un rang des d'aproximadament el Sol per sota del Do mitjà (G3, 196 Hz) fins al Si de dues octaves per sobre del Do mitjà (B5, 988 Hz). Alguns mezzosopranos de coloratura poden cantar fins a Do agut (C6, 1047 Hz) o Re agut (D6, 1175 Hz), però això és molt rar. El que distingeix aquestes veus de ser anomenades sopranos és la seva extensió al registre inferior i una qualitat vocal més càlida. Encara que les mezzosopranos de coloratura tenen notes agudes impressionants i de vegades emocionants, se senten més còmodes cantant a la meitat del seu rang, en lloc de la part superior.
Molts dels papers d'heroi de les òperes de Händel i Monteverdi, originalment cantades per castrati masculins, es poden cantar amb èxit avui per mezzosopranos de coloratura. Rossini exigia qualitats similars per a les seves heroïnes còmiques, i Vivaldi també va escriure papers amb freqüència per a aquesta veu. Les mezzosopranos de coloratura també canten sovint papers de lírica-mezzo-soprano o papers de soubrette.
Rols de mezzosoprano de coloratura en òperes (*indica un paper principal):
| - Angelina (Cenerentola), La Cenerentola (Rossini)* - Ariodante, Ariodante (Handel)* - Baba el turc, The Rake's Progress (Stravinsky) - Griselda, Griselda (Vivaldi)* - Isabella, L'italiana in Algeri (Rossini)* - Isolier, Le comte Ory (Rossini)* - Julius Caesar, Giulio Cesare (Handel)* | - Orsini, Lucrezia Borgia (Donizetti) - Romeo, I Capuleti e i Montecchi (Vincenzo Bellini)* - Ruggiero, Alcina (Handel)* - Rosina, The Barber of Seville (Rossini)* - Serse, Serse (Handel)* - Tancredi, Tancredi (Rossini)* |

## Lírica
La mezzosoprano lírica té un rang des d'aproximadament la nota G per sota del Do mitjà (G3, 196 Hz) fins a la La dues octaves per sobre del Do mitjà (A5, 880 Hz). Aquesta veu té una qualitat molt suau, sensible i de vegades lagrimosa. Les mezzosopranos líriques no tenen l'agilitat vocal de la mezzosoprano coloratura ni la mida de la mezzosoprano dramàtica. La mezzosoprano lírica és ideal per a la majoria de papers de pantalons.
Papers lírics de mezzosoprano en òperes (*indica un paper principal):
| - Adalgisa, Norma (Bellini) - Ariadne, The Minotaur (Birtwistle) - Carmen, Carmen (Bizet)* - Charlotte, Werther (Massenet)* - El ompositor, Ariadne auf Naxos (Richard Strauss) - Dido, Dido and Aeneas (Purcell)* - Hänsel, Hänsel und Gretel (Engelbert Humperdinck)* - Jo, Little Women (Mark Adamo) - Marguerite, La damnation de Faust (Berlioz)* - Meg, Little Women (Mark Adamo) - Mignon, Mignon (Ambroise Thomas)* - Miranda, The Tempest (Thomas Adès) | - Mare, Amahl and the Night Visitors (Menotti)* - Nancy, Albert Herring (Britten) - Nicklausse, The Tales of Hoffmann (Offenbach) - Octavian, Der Rosenkavalier (Richard Strauss)* - Orlofsky, Die Fledermaus (Johann Strauss II) - The Pilgrim, L'Amour de loin (Kaija Saariaho)* - Puck, Oberon (Weber) - Sesto, Giulio Cesare (Handel) - Siebel, Faust (Gounod) - Bruixa, Dido and Aeneas (Purcell) - Stephano, Roméo et Juliette (Charles Gounod) - Suzuki, Madama Butterfly (Puccini) |

## Dramàtica
Una mezzosoprano dramàtica té un registre mitjà fort, un registre agut càlid i una veu més àmplia i potent que les mezzosopranos de la lletra i la coloratura. Aquesta veu té menys facilitat vocal que la mezzosoprano coloratura. El rang de la dramàtica mezzosoprano va des d'aproximadament el Fa per sota del Do mitjà (F3, 175 Hz) fins al Sol dues octaves per sobre del Do mitjà (G5, 784 Hz). La mezzosoprano dramàtica pot cantar sobre una orquestra i un cor amb facilitat i s'utilitzava sovint a l'òpera del segle XIX per retratar dones grans, mares, bruixes i personatges malvats. Verdi va escriure molts papers per a aquesta veu en el repertori italià i també hi ha alguns bons papers a la literatura francesa. La majoria d'aquests papers, però, es troben dins del repertori romàntic alemany de compositors com Wagner i [[Richard Strauss]. Igual que les mezzos de coloratura, les mezzos dramàtiques també solen ser interpretades en papers lírics de mezzosoprano.
Papers dramàtics de mezzosoprano en òperes (*indica un paper principal):
| - Azucena, Il trovatore (Verdi)* - Amneris, Aida (Verdi)* - Adelaide, Arabella (Richard Strauss) - Brangäne, Tristan und Isolde (Richard Wagner) - La bruixa de pa de pessic, Hänsel und Gretel (Humperdinck) - La Comtessa, Píkovaia dama (Tchaikovsky) - Dalila, Samson et Dalila]] (Saint-Saëns)* - Dido, Les Troyens (Berlioz)* - Eboli, Don Carlos (Verdi) - Fricka, Das Rheingold, Die Walküre (Wagner) | - Herodias, Salome (Richard Strauss) - Judith, A kékszakállú herceg vára (Bartók)* - Clitemnestra, Elektra (Richard Strauss) - Laura, La Gioconda (Ponchielli) - Marina, Borís Godunov (Mussorgsky) - Gertrude (Mare), Hänsel und Gretel, Humperdinck - Ortrud, Lohengrin (Wagner) - Princesa de Bouillon, Adriana Lecouvreur (Cilea) - Waltraute, Götterdämmerung (Wagner) - Segona Dama, La flauta màgica (Mozart) |

## Gilbert i Sullivan i l'opereta
Totes les òperes de Savoy de Gilbert i Sullivan tenen almenys un personatge de mezzosoprano. Els papers d'opereta notables són:
- Senyora Angela, Patience (Gilbert and Sullivan)
- Constance, The Sorcerer (Gilbert and Sullivan)
- Cousin Hebe, H.M.S. Pinafore (Gilbert and Sullivan)
- Edith, The Pirates of Penzance (Gilbert and Sullivan)
- Iolanthe, Iolanthe (Gilbert and Sullivan)
- Mad Margaret, Ruddigore (Gilbert and Sullivan)
- Melissa, Princess Ida (Gilbert and Sullivan)
- Pitti-Sing, The Mikado (Gilbert and Sullivan)
- Phoebe Meryll, The Yeomen of the Guard (Gilbert and Sullivan)
- Senyora Saphir, Patience (Gilbert and Sullivan)
- Tessa, The Gondoliers (Gilbert and Sullivan)

## Mezzosopranos destacades
- Sharon den Adel
- Patricia Adkins-Chiti
- Dame Janet Baker
- Agnès Baltsa
- Fedora Barbieri
- Cecilia Bartoli
- Teresa Berganza
- Olga Borodina
- Grace Bumbry
- Gemma Coma-Alabert
- Fiorenza Cossotto
- Annette Daniels
- Barbara Dever
- Brigitte Fassbaender
- Elina Garanca
- Enya
- Maria Gay
- Vivica Genaux
- Rita Gorr
- Denyce Graves
- Monica Groop
- Marilyn Horne
- Lorraine Hunt
- Vesselina Kasarova
- Magdalena Kožená
- Amy Lee
- Marjana Lipovšek
- Christa Ludwig
- Carla Maffioletti
- Anne-Sofie von Otter
- Gabriela Scherer
- Regina Resnik
- Rinat Shaham
- Giulietta Simionato
- Frederica von Stade
- Conxita Supervia
- Salli Terri
- Tatiana Troyanos
- Jard van Nes
- Shirley Verrett
- Carolyn Watkinson
- Dolora Zajick

## Galeria de mezzosopranos molt mediàtiques

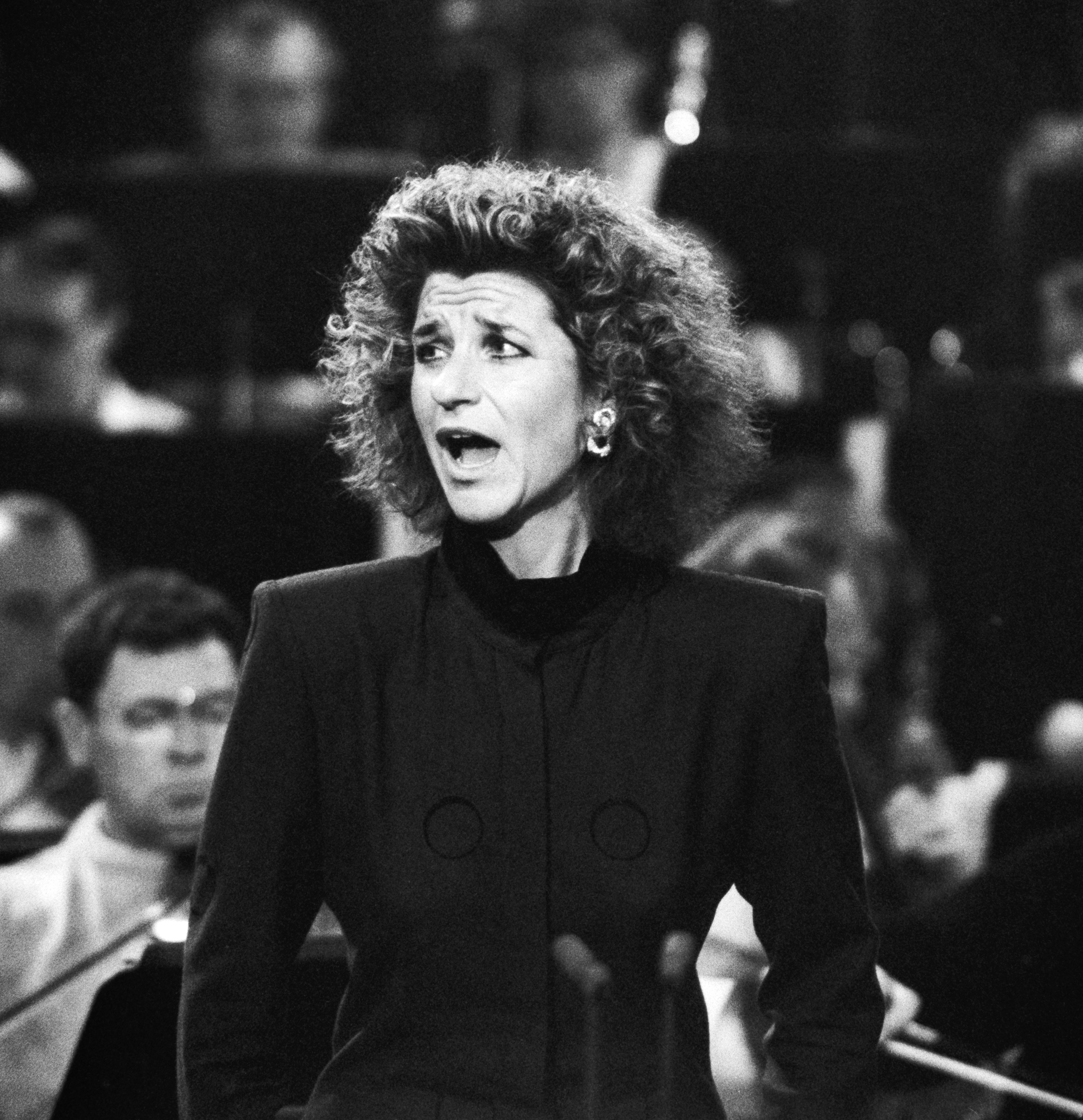
Agnes Baltsa
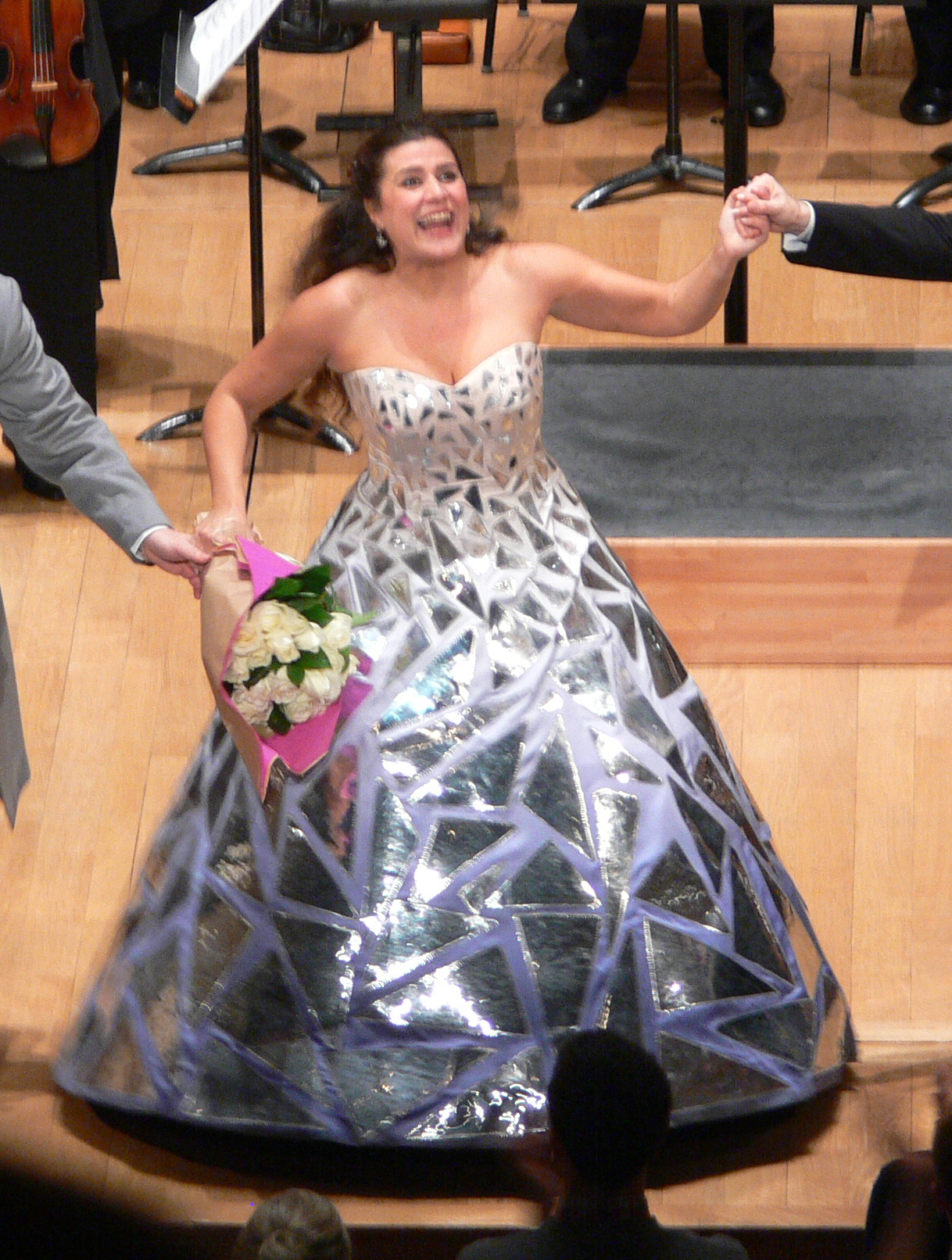
Cecilia Bartoli
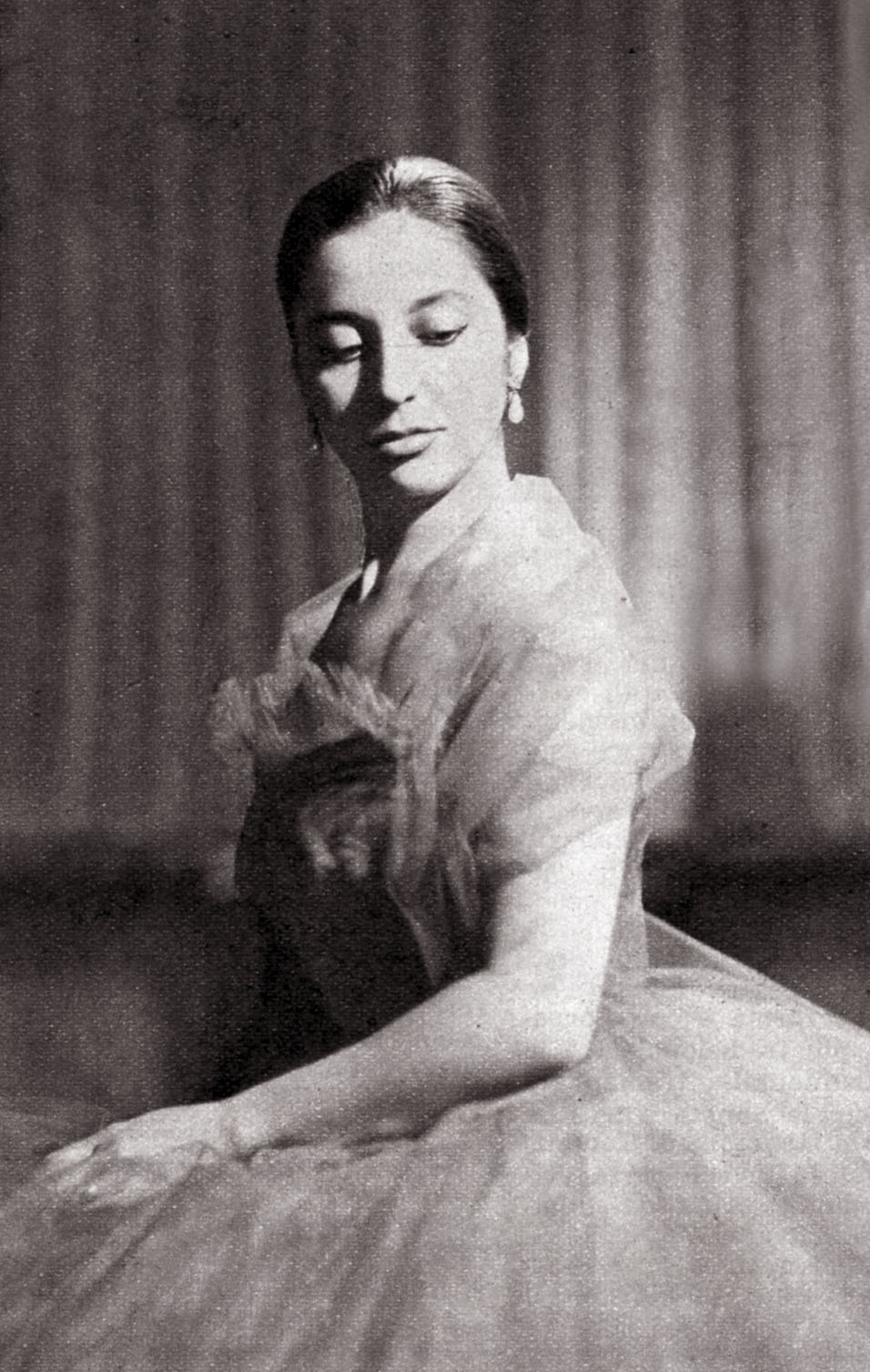
Teresa Berganza
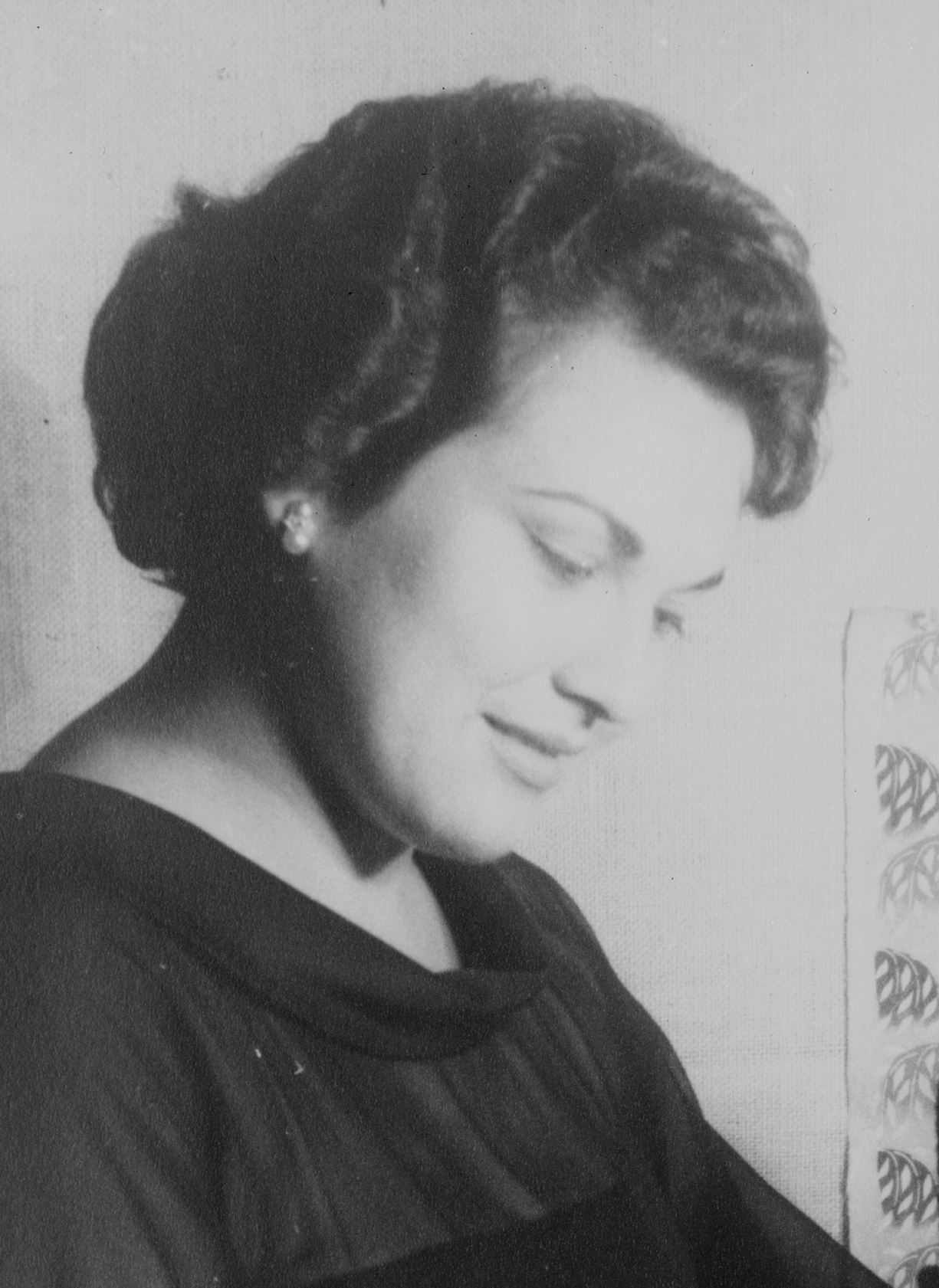
Marilyn Horne
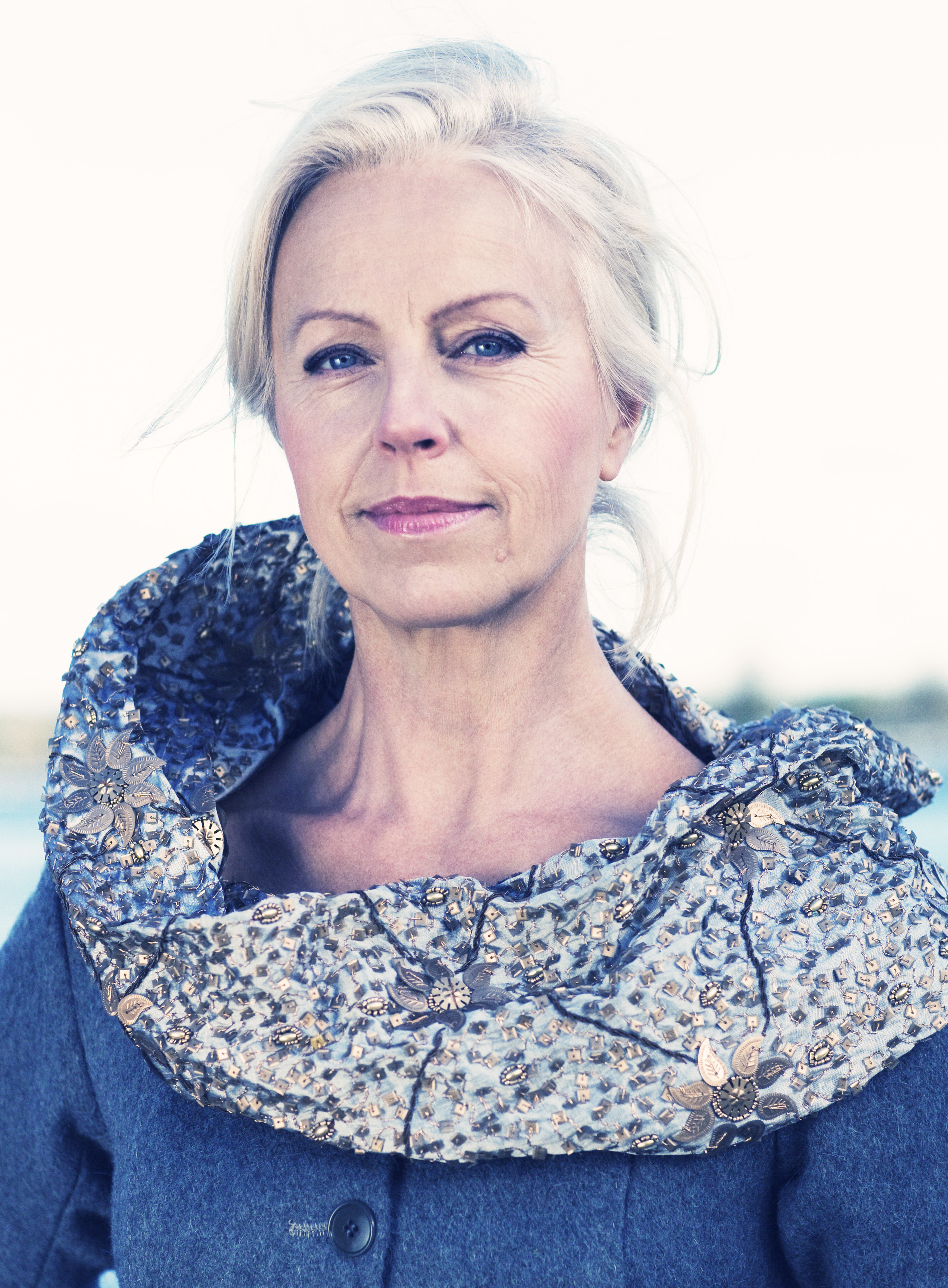
Anne Sofie von Otter
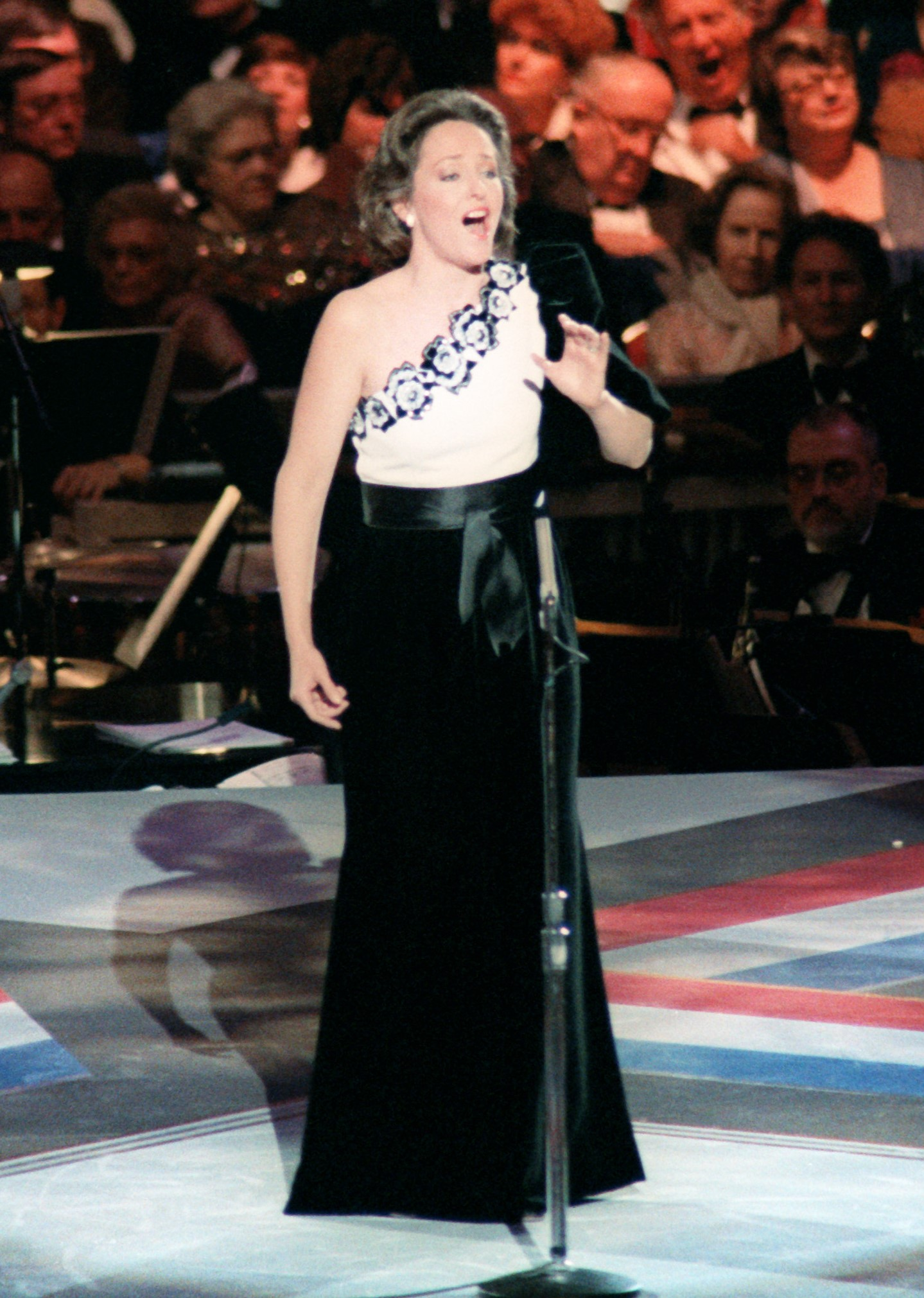
Frederica von Stade